# Hanford Reach National Monument

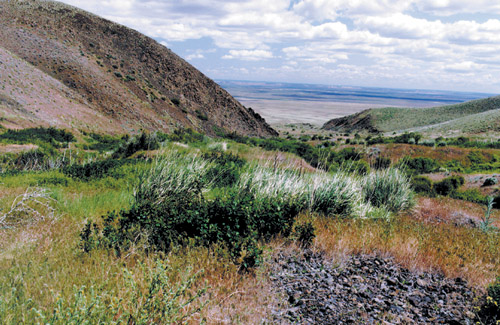
Blick aus den Rattlesnake Hills in den Kern des Schutzgebietes

Hanford Reach National Monument ist ein Naturschutzgebiet vom Typ eines National Monuments im Süden des US-Bundesstaates Washington. Es wurde im Jahr 2000 durch Präsident Bill Clinton errichtet und besteht derzeit aus der ehemaligen Sicherheitszone um Hanford Site, einer stillgelegten kerntechnischen Anlage des Energieministeriums, in der im Rahmen des Manhattan-Projekts ab 1943 Plutonium für Kernwaffen produziert wurde. Teile des Geländes sind radioaktiv oder mit PCB verseucht. Im Rahmen des laufenden Rückbaus der Anlagen und der Entsorgung des Atommülls werden weitere dekontaminierte Flächen nach ihrer Freigabe dem Schutzgebiet hinzugefügt werden.
Das Schutzgebiet liegt an und in einer rund 80 km langen Flussschleife des Columbia Rivers oberhalb von Richland, die den längsten freifließenden Abschnitt des Flusses darstellt. Das Gebiet untersteht als eines von nur zwei National Monuments dem United States Fish and Wildlife Service und wird von diesem gemeinsam mit dem Saddle Mountain National Wildlife Refuge, einem angrenzenden Wildschutzgebiet, verwaltet.

## Beschreibung
Hanford Reach liegt im Columbia Basin, einer Ebene zwischen der Kaskadenkette und den Rocky Mountains. Am Ende des Miozäns und dem Anfang des Pliozäns, vor etwa 5,33 Millionen Jahren, schufen gewaltige Basaltströme vulkanischen Ursprungs die Ebene, die heute von semi-aridem Klima und einer Steppenvegetation bestimmt wird.
Die spärliche Vegetation wird durch eine Pflanzengesellschaft aus Quecken und dem Wüsten-Beifuß geprägt. Dazu gehören auch diverse Rispengräser. Am Fluss stehen vereinzelt Weidengebüsche. Das Schutzgebiet bewahrt die nahezu ungestörte Tierwelt des Großökosystems. Rund 240 Vogelarten, 1500 Insektenarten, 43 Säugetiere, darunter alleine neun Fledermausarten und ebenfalls 43 Fischarten sind im Gebiet nachgewiesen. Nach der Stilllegung der militärischen Reaktoren bis 1991 reduzierte sich die Einleitung von erhitztem Kühlwasser in den Fluss stark und die Fischpopulationen erholten sich innerhalb weniger Jahre. Heute laichen rund 80 % des Königslachses im oberen Columbia-Flusssystem im Schutzgebiet.
Die Flussschleife und die angrenzenden Hügelketten Rattlesnake Mountains und Wahluke Slope waren in prähistorischen Zeiten und auch nach dem Kontakt mit den Weißen von Indianern besiedelt. Die ältesten Spuren sind Steinwerkzeuge der Paläo-Indianer vor rund 10.000 Jahren, im 19. Jahrhundert lebten, jagten und fischten die Wayampam, Yakama, Colville, Umatilla und Nez Percé am Fluss und in seiner Umgebung. Im Gebiet liegen über 150 identifizierte archäologische Fundorte, nur wenige sind bisher ausgegraben. Die ersten Weißen im Gebiet waren die Teilnehmer der Lewis-und-Clark-Expedition 1805. Um 1860 wurde eine Fähre über den Fluss im Norden des heutigen Schutzgebietes eingerichtet. Erst ab 1870 siedelten sich nennenswerte Zahlen Weiße im Gebiet an und gründeten die beiden Orte Hanford und White Bluffs, die Besiedelung blieb dünn. Im Dezember 1942, nur Tage nach der ersten kontrollierten nuklearen Kettenreaktion durch Enrico Fermi, wählte die Bundesregierung das Gebiet als Standort für die Atomwaffenproduktion aus; die rund 1500 im Gebiet lebenden Familien verkauften freiwillig oder wurden enteignet, abgefunden und umgesiedelt.
Die Kernwaffenproduktion in Hanford Site unterlag strengsten Sicherheitsbestimmungen. Eine Zone von mindestens sechs Meilen (ca. 10 km) in jeder Richtung von den Anlagen war als Sperrgebiet ausgewiesen und menschenleer. Seit Beginn der Kernwaffenproduktion im Jahr 1943 hatte es dort keine menschlichen Eingriffe mehr gegeben.

## Das National Monument
Aufgrund der besonderen Geschichte des Gebietes und dem Wildnischarakter des ehemaligen Sperrgebietes sind Teile des National Monuments als Vorranggebiet für ökologische Forschung gemäß Schutzgebietskategorie 1 der Weltnaturschutzorganisation IUCN ausgewiesen, sie sind für Besucher nicht zugänglich.
- Columbia River Corridor: Fluss und Uferbereiche sind frei zugänglich, Camping ist nicht gestattet.
- Fitzner-Eberhardt Arid Lands Ecology Reserve: Vorranggebiet für ökologische Forschung, für die Öffentlichkeit gesperrt.
- Saddle Mountain Unit: Vorranggebiet für ökologische Forschung, für die Öffentlichkeit gesperrt.
- McGee Ranch and Riverlands: Noch vom Energieministerium genutzt, Freigabe wird erwartet
- Vernita Bridge: öffentlich zugänglich
- Wahluke Slope: öffentlich zugänglich

Das Gebiet hat noch kein Besucherzentrum. Informationen und Landkarten können im Büro des Fish and Wildlife Service in Richland bezogen werden.